# Preore
Preore település Olaszországban, Trento megyében.  Preore Bolbeno, Montagne, Ragoli, Villa Rendena, Zuclo és Tione di Trento községekkel határos.

## Népesség
A település népességének változása: